# Ciproksifan
Ciproksifan je veoma potentan histaminski H3 inverzni agonist/antagonist.
Histaminski H3 receptor je inhibitorni autoreceptor lociran na histaminergičkim nervnim terminalima, i učestvuje u modulaciji otpuštanja histamina u mozgu. Histamin ima pobuđivačko dejstvo na mozak putem H1 receptora u moždanoj kori, tako da lekovi poput ciproksifana koji blokiraju H3 receptor i konsekventno omogućavaju više histamina da bude otpušteno povećavaju budnost.
Ciproksifan proizvodi budnost i predustretljivost u životinjskim studijama, posledica čega je poboljšana spoznaja bez znatnih stimulacionih efekata pri niskim nivoima zauzeća receptora, i naglašena budnost na višim dozama. Predloženo je da on može da služi kao potencijalni tretman za poremećaje spavanja, kao što su narkolepsija, i za poboljšanje pažnje kod starih osoba, posebno pri tretiranju oboljenje kao što je Alchajmerova bolest. On takođe pojačava dejstvo antipsihotičkih lekova, te se smatra da može da bude koristan kao komponenta tretmana šizofrenije.